# Epistemma rupestre
Epistemma rupestre är en oleanderväxtart som beskrevs av H. Huber. Epistemma rupestre ingår i släktet Epistemma och familjen oleanderväxter. Inga underarter finns listade i Catalogue of Life.